# Anton Kowalow
Anton Kowalow (ur. 4 marca 1992 w Charkowie) – argentyński szachista pochodzenia ukraińskiego, reprezentant Kanady od 2013, arcymistrz od 2008 roku.

## Kariera szachowa
Po raz pierwszy na liście rankingowej Międzynarodowej Federacji Szachowej sklasyfikowany został 1 lipca 2004 (z wynikiem 2236 punktów) – w stosunkowo późnym wieku 12 lat, jak na ujawnione w niedługim czasie predyspozycje. W ciągu zaledwie trzech lat przekroczył granicę 2500 punktów (w dniu 1 lipca 2007), zdobył tytuł mistrza międzynarodowego oraz (w latach 2006-2008) wypełnił trzy normy arcymistrzowskie, co jest wyjątkowym osiągnięciem we współczesnych szachach.
Już pierwszy start w poważnym turnieju (Buenos Aires 2005, kontynentalne mistrzostwa panamerykańskie) przynosi mu znaczące osiągnięcie w postaci zdobycia 50% możliwych punktów oraz pokonania kubańskiego arcymistrza, Yuniesky Quezadę Pereza. W tym samym roku osiąga remis z Anatolijem Karpowem, podczas partii symultanicznej. W 2006 odniósł duży sukces, zwyciężając w kołowym turnieju w Buenos Aires. Poza tym zajął dz. I m. w San Bernardo (wspólnie z Juanem Pablo Hobaicą) oraz dz. II m. w Mar del Placie (za Diego Floresem, wspólnie z José Fernando Cubasem i Andrésem Rodríguezem Vilą). W 2007 ponownie zajął dz. II m. w Mar del Placie (za Andrésem Rodríguezem Vilą, wspólnie z m.in. Diego Floresem i Lucasem Liascovichem), jak również dz. I m. w Figueira da Foz (wspólnie z Kevinem Spraggettem) oraz II m. w San Sebastián (za Draganem Paunoviciem). W 2008 zdobył brązowy medal indywidualnych mistrzostw Argentyny (po porażce w barażu z Rubenem Felgaerem i Diego Floresem). W 2010 podzielił I m. (wspólnie z Fernando Peraltą) w Sabadell. W 2014 podzielił I m. (wspólnie z m.in. Bartłomiejem Macieją i Samuelem Shanklandem) w Santa Clarze oraz zwyciężył w turniejach Foxwoods Open w Mashantucket i UT Dallas Fall FIDE Open w Dallas.
Najwyższy ranking w dotychczasowej karierze osiągnął 1 listopada 2017, z wynikiem 2664 punktów zajmował wówczas 1. miejsce wśród kanadyjskich szachistów.